# Dragon Warrior
Dragon Warrior, cunoscut și ca Dragon Quest (ドラゴンクエスト Doragon Kuesuto?), este un joc video de rol pentru consolă dezvoltat de  Chunsoft și publicat de  Enix Corporation (acum Square Enix Co., Ltd.) pe data de  27 mai, 1986 în Japonia pentru consolele: MSX și Nintendo Family Computer. Jocul devine primul dintr-o serie de succes Dragon Quest a firmei Enix . Dragon Warrior a fost îmbunătățit pentru diferite platforme ca Super Famicom, Game Boy Color, telefonul mobil (în Japonia).
Jucătorul intră în pielea unui erou, ultima speranță de salvare a regatului Alefgard  din mâinile dragonului Dragonlord. Povestea scrisă de Yuji Horii împreună cu personajele create de Akira Toriyama au ajutat jocul să devină unul dintre cele mai influente serii de jocuri de rol pentru Nintendo Entertainment System.

## Subiectul jocului

### Povestea
Protagonistul poveștii este un războinic descendent al eroului legendar Erdrick. Jocul începe  în camerele regelui Lorik unde Dragonlord fură "Ball of Light", artefact ce trebuie să fie adus înapoi pentru a se păstra pacea în regatul Alefgard. Pe parcursul jocului, pe măsură ce progresează, jucătorul întâlnește noi elemente ale poveștii cu ajutorul dialogului cu NPC-urilor.
Deși este primul titlu lansat al seriei Dragon Warrior, Dragon Warrior I este de fapt al doilea dintr-o serie de trei jocuri ce împart aceeași poveste. Povestea este precedată de cea din Dragon Warrior III și urmată de Dragon Warrior II.

### Personaje
- Războinicul: Nu sunt cunoscute multe lucruri despre acest erou în afară de faptul că este descendent al lui Erdrick.[2]

- Dragonlord: Un dragon din Charlock al cărui suflet a devenit un personj rău din cauza studiului magiei[3] și acum caută "putere nelimitată și distrugere".  El conduce regatul din castelul Charlock[2] aflat în sud-est, inaccesibil de către cineva din exterior datorită mlaștinilor înconjurătoare și a podului distrus.

## Coloană sonoră
Ca în fiecare joc al seriei Dragon Quest, Koichi Sugiyama a fost cel care a compus muzica Listă a pieselor din Dragon Quest:
1. Overture March (3:59)
2. Château Ladutorm (3:25)
3. People (3:36)
4. Unknown World (2:07)
5. Fight (2:12)
6. Dungeons (3:40)
7. King Dragon (3:08)
8. Finale (2:40)

## Dezvoltare

### Localizarea pentru SUA
Jocul a fost tradus în engleză și lansat în 1989, dar titlul i-a fost schimbat în  Dragon Warrior pentru a evita probleme de copyright cu jocul D&D 'DragonQuest. Versiunea localizată a jocului avea grafică îmbunătățită și se putea salva direct pe casetă , față de versiunea japoneză care folosea parole.

Dragon Quest (stânga) și Dragon Warrior (dreapta) aveau diferențe notabile de grafică.

Luptând cu un Slime în Dragon Warrior pentru NES

Diferențe între Dragon Quest și Dragon Warrior:
- Grafica hărții și a caracterelor a fost îmbunătățită.
- Vrăjile au trecut de la nume fără sens la nume ușor de reținut.
- Multe locații au legătură cu legenda regelui Arthur și dialogul a fost scris într-un stil englezesc medieval.

### Super Famicom
Într-o compilație cunoscută sub numele de Dragon Warrior I & II, remake-ul pentru Super Famicom a fost distribuit doar în Japonia și a fost tradus neoficial de grupuri de traduceri online în engleză și spaniolă și se poate juca emulat.

### Game Boy Color
Versiunea pentru Game Boy Color a jocului Dragon Warrior, fiind bazată pe cea de pe Super Famicom, avea o traducere mai bună ale personajelor și ale numelor orașelor.  În remake-ul pentru Game Boy Color numele lui Dragonlord a fost schimbat în DracoLord, iar Erdrick în Loto.

### Telefon mobil
Dragon Quest a fost lansat pentru telefoane mobile exclusiv pentru Japonia.